# Ремондини, Леандро
Леа́ндро Ремонди́ни (итал. Leandro Remondini; 17 ноября 1917, Верона, Венеция — 9 января 1979, Милан) — итальянский футболист, защитник. По завершении игровой карьеры — футбольный тренер. В качестве игрока известен по выступлениям за клуб «Милан», а также национальную сборную Италии.

## Клубная карьера
Воспитанник футбольной школы клуба «Верона». Взрослую карьеру начал в 1935 году в основной команде родного клуба, в которой провёл два сезона, приняв участие в 41 матче чемпионата.
Своей игрой привлёк внимание представителей тренерского штаба «Милана», к составу которого присоединился в 1937 году. Выступал за «россонери» следующие пять лет.
С 1942 по 1952 год играл в составе команд клубов «Модена», «Варезе», «Казале», «Модена», «Лацио», «Наполи» и «Луккезе».
Завершил карьеру в родной «Вероне» в 1955 году.

## В сборной
В 1950 году защищал цвета второй сборной Италии. В составе этой команды провёл 3 матча, забил 1 гол.
В том же 1950 году дебютировал в составе основной сборной Италии. Провёл в форме главной команды страны только один официальный матч. Был участником чемпионата мира 1950 года в Бразилии.

## Карьера тренера
Начал тренерскую карьеру, ещё продолжая играть на поле, в 1954 году, возглавив тренерский штаб клуба «Фоджа».
До 1960 года работал в Турции, возглавлял команды клубов «Алтай», «Бешикташ», «Галатасарай», а также был главным тренером национальной сборной Турции в 1958—1959 годах.
В начале 1960-х вернулся в Италию, где работал с командами клубов «Самбенедеттезе», «Палермо», «Трапани», «Катандзаро», «Модена», «Ливорно», «Таранто» и «Перуджа».
Последним местом тренерской работы была «Мессина», команду которой Леандро Ремондини возглавлял в качестве главного тренера до 1975 года.
Умер 9 января 1979 года на 62-м году жизни в Милане.